# Desformilflustrabromin
Desformilflustrabromin (dFBr) je triptaminski derivat koji je bio prvo izolovan kao aktivni metabolit morske mahovine Flustra foliacea.

## Bioaktivnost
Utvrđeno je da dFBr deluje kao pozitivni alosterni modulator neuronskog nikotinskog acetilholinskog receptora sa podtipnom specifičnošću za heteromerni receptor i bez uticaja na homomerne podtipove. Jedna nedavno objavljena studija je opisala sintezu u vodi rastvornih soli dFBr i potvrdila da one deluju kao selektivni potencijatori α4β2 nikotinskog acetilholinskog receptora koristeći dvoelektrodni metod. Poznato je da je dFBr citotoksičan na HCT-116 ćelijama ljudskog raka debelog creva.